# Svelvik
Svelvik – norweskie miasto i gmina leżąca w regionie Vestfold.
Svelvik jest 420. norweską gminą pod względem powierzchni.

## Demografia
Według danych z roku 2005 gminę zamieszkuje 6441 osób. Gęstość zaludnienia wynosi 111,69 os./km². Pod względem zaludnienia Svelvik zajmuje 156. miejsce wśród norweskich gmin.
| ludność stan na 1 stycznia 2005 |         |           |       |
|                                 | kobiety | mężczyźni | razem |
| osób                            | 3203    | 3238      | 6441  |
| %                               | 49,73%  | 50,27%    | 100%  |

| wykształcenie stan na 1 października 2004 |        |         |        |        |
|                                           | podst. | średnie | wyższe | niezn. |
| osób                                      | 1157   | 2954    | 818    | 109    |
| %                                         | 22,97% | 58,63%  | 16,24% | 2,16%  |

## Edukacja
Według danych z 1 października 2004:
- liczba szkół podstawowych (norw. grunnskolar): 5
- liczba uczniów szkół podst.: 943

## Władze gminy
Według danych na rok 2011 administratorem gminy (norw. rådmann) jest Svein-Vidar Thorgersen, natomiast burmistrzem (norw. ordfører, d. borgermester) jest Knut Erik Lippert.